# Дагансо-де-Арріба
Дагансо-де-Арріба (ісп. Daganzo de Arriba) — муніципалітет в Іспанії, у складі автономної спільноти Мадрид. Населення — 8989 осіб (2010).
Муніципалітет розташований на відстані близько 25 км на північний схід від Мадрида.
На території муніципалітету розташовані такі населені пункти: (дані про населення за 2010 рік)
- Дагансо-де-Арріба: 8987 осіб
- Асосіасьйон-Депортіво-Культураль-Дагансо: 0 осіб
- Лос-Фрайлес: 2 особи

## Демографія
Динаміка населення (INE ):

## Галерея зображень

Розташування муніципалітету у автономній спільноті Мадрид